# ホランセ・アイセル川
ホランセ・アイセル川（ホランセ・アイセルがわ、蘭：Hollandse IJssel または Hollandsche IJssel）は、オランダを流れる川で、ライン川がライン・マース・スヘルデ三角州に流れ込んで分岐した川の一つである。
ライン川から北海に流れ込むまでの経路
ライン川 > パネルデン運河 > ネーデルライン川 > レク川 > パネルデン運河 > ホランセ・アイセル川 > ニューウェ・マース川 > 北海

## 流域の自治体・都市
オランダ
ユトレヒト州：ニューウェヘイン、アイセルスタイン
南ホラント州：ゴーダ、ロッテルダム

## 支流
- ハウエ川 - ゴーダでハウエ運河を経由して合流する。

## 施設等
- ワーイエル閘門（waaiersluis）- ゴーダ基礎自治体にあるこの閘門より上流はユトレヒト州、下流が南ホラント州となっている。